# Сиксяля
Си́ксяля (эст. Siksälä), ранее также Си́ксяли (эст. Siksäli), в 1970—1997 годах — Си́ксали (эст. Siksali) — деревня в волости Рыуге уезда Вырумаа, Эстония. До административной реформы местных самоуправлений Эстонии 2017 года входила в состав волости Миссо (упразднена).

## География и описание
Расположена в 30 километрах к юго-востоку от уездного центра — города Выру. Высота над уровнем моря — 184 метра.
Климат умеренный. Официальный язык — эстонский. Почтовый индекс — 65034.

## Население
По данным переписи населения 2021 года, в Сиксяля насчитывалось 40 жителей, из них 39 (97,5 %) — эстонцы.
По данным переписи населения 2011 года, в деревне проживали 7 человек, все — эстонцы.
Численность населения деревни Сиксяля по данным переписей населения:
| Год  | 1959 | 1970 | 2000 | 2011 | 2021 |
| ---- | ---- | ---- | ---- | ---- | ---- |
| Чел. | 44   | ↘ 42 | ↘ 5  | ↗ 7  | ↗ 40 |

## История
Деревня Сиксяля образовалась на землях мызы Иллинген (нем. Illingen, Миссо, эст. Misso mõis).

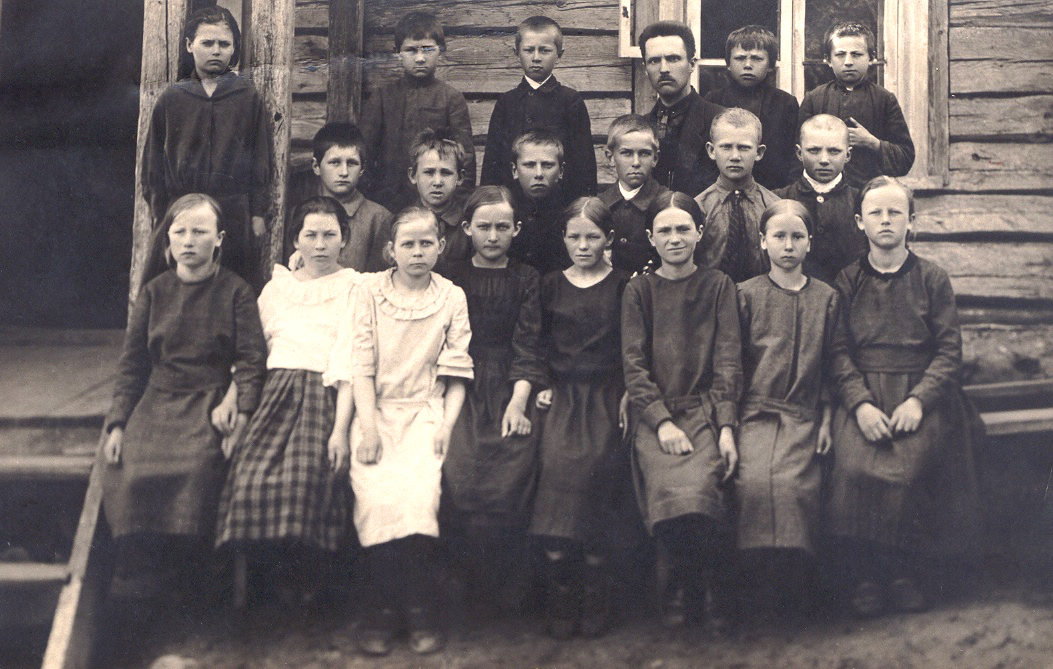
Ученики начальной школы Сиксали и их учитель Густав Ряппо, 1926 год

В письменных источниках 1820 года упоминается хутор Сиксялля (Siksällä), примерно в 1866 году упоминается Сиксаль, в 1909 году — Siksali.
В 1977–1997 годах деревня Сиксяля была частью деревни Хино (эст. Hino).
Деревня расположена на месте древнего селища, где непрерывно жили в первом тысячелетии и в средние века (могильник Сиксали).

## Происхождение топонима
Название деревни происходит от распространённого в Вырумаа природного имени Сикксяльг (Sikksälg — эст. Sika selg — «спина Сика»). Так иногда называли  островерхий горный хребет или ряд горных гребней.